# Mosteiro de Pombeiro
O Mosteiro de Santa Maria de Pombeiro é um mosteiro situado em Pombeiro de Ribavizela, no município de Felgueiras em Portugal. A presença de uma comunidade monástica em Pombeiro está documentada desde o ano 853. Em 1041, a comunidade instalou-se no local do atual mosteiro e em 1059 iniciou a construção de um primeiro conjunto edificado, embora nenhum elemento material desses edifícios tenha chegado até ao presente. Em 1102 é redigida a carta de doação de Egas Gomes de Sousa e em 1112 a carta de couto de Teresa de Leão. A construção do edifício atual teve início na segunda metade do século XII por iniciativa da Ordem de São Bento, seguindo a mesma planimetria dos grandes mosteiros da ordem. O principal elemento remanescente desse período é o portal axial.
Durante a Idade Moderna o edifício foi profundamente alterado, adquirindo a sua aparência atual. Os principais trabalhos ocorreram durante o barroco, tendo sido acrescentados uma nova capela-mor, o coro alto, o órgão, as duas torres na fachada, várias alas monacais e numerosas obras de talha dourada. No início do século XIX o claustro começou a ser reformulado no estilo neoclássico. No entanto, em 1834 a extinção das ordens religiosas ditou encerramento do mosteiro. Em 1910 foi classificado como monumento nacional e integra a Rota do Românico.

## História
A primitiva construção românica data dos anos de 1059 e 1102, da qual apenas restam os dois absidíolos e o portal principal, de quatro arquivoltas. Durante a Dinastia Filipina, o exterior recebeu duas novas torres. D. Gonçalo Mendes de Sousa "O bom", foi padroeiro deste mosteiro. Em 1770, com a chegada de Frei José de Santo António Vilaça, foi renovado o interior da Igreja e construídos vários altares em talha. Extintas as Ordens Religiosas em 1834, o Mosteiro foi pilhado e alienado, tendo uma parte significativa das suas pedras e silhares sido aproveitada para outras obras da região.

## Galeria

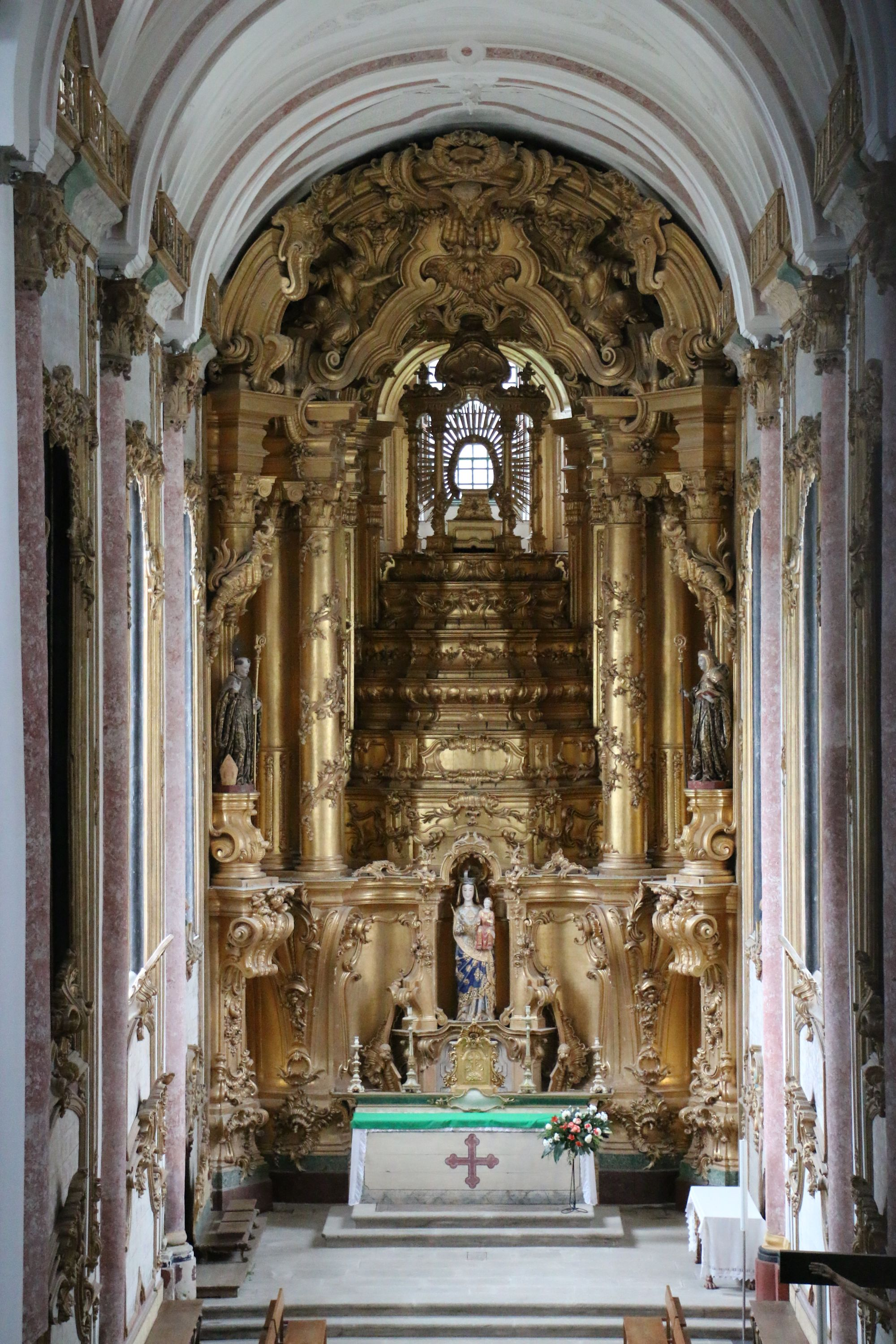
Capela-mor com retábulo em talha dourada
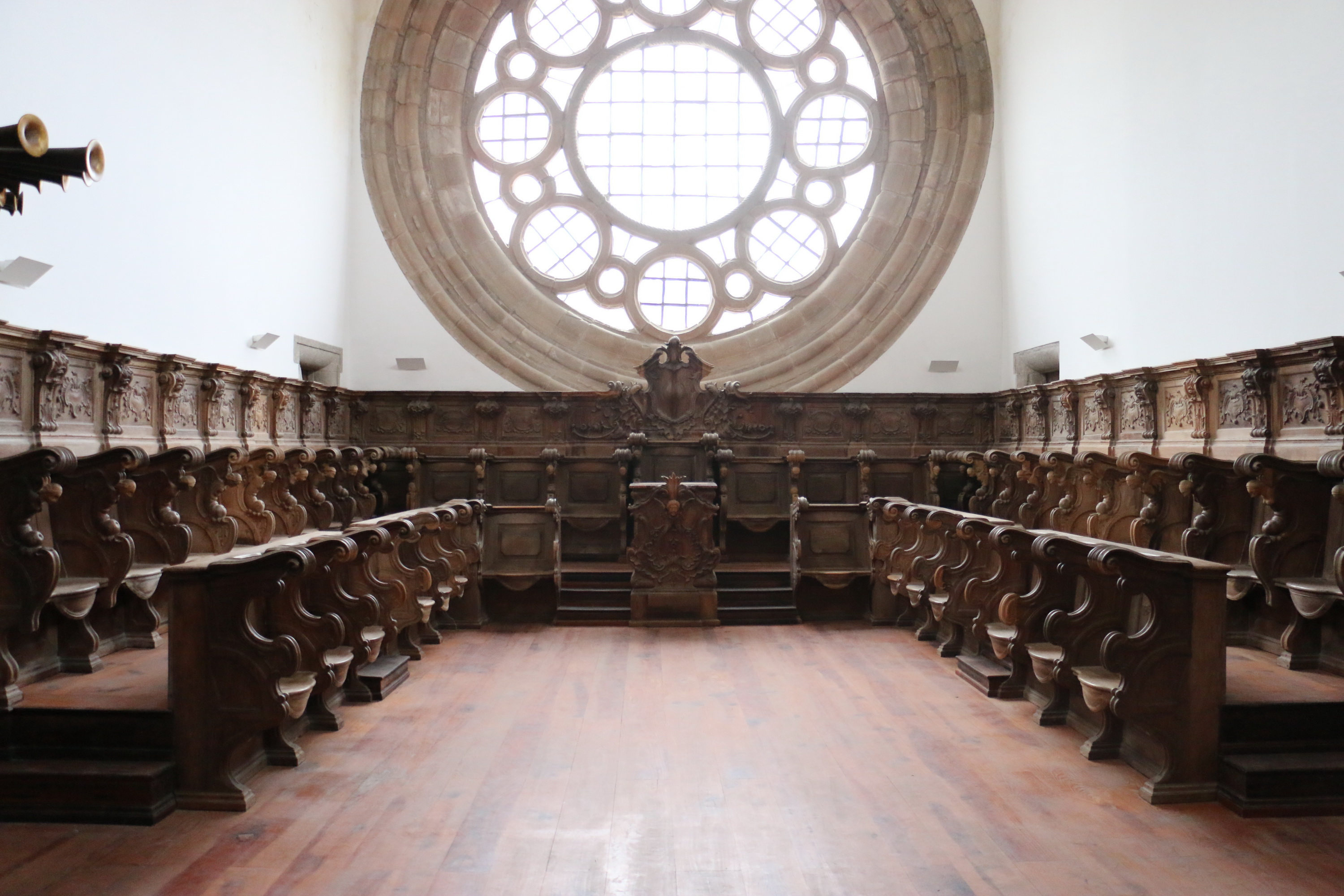
Coro-alto com cadeiral e rosácea
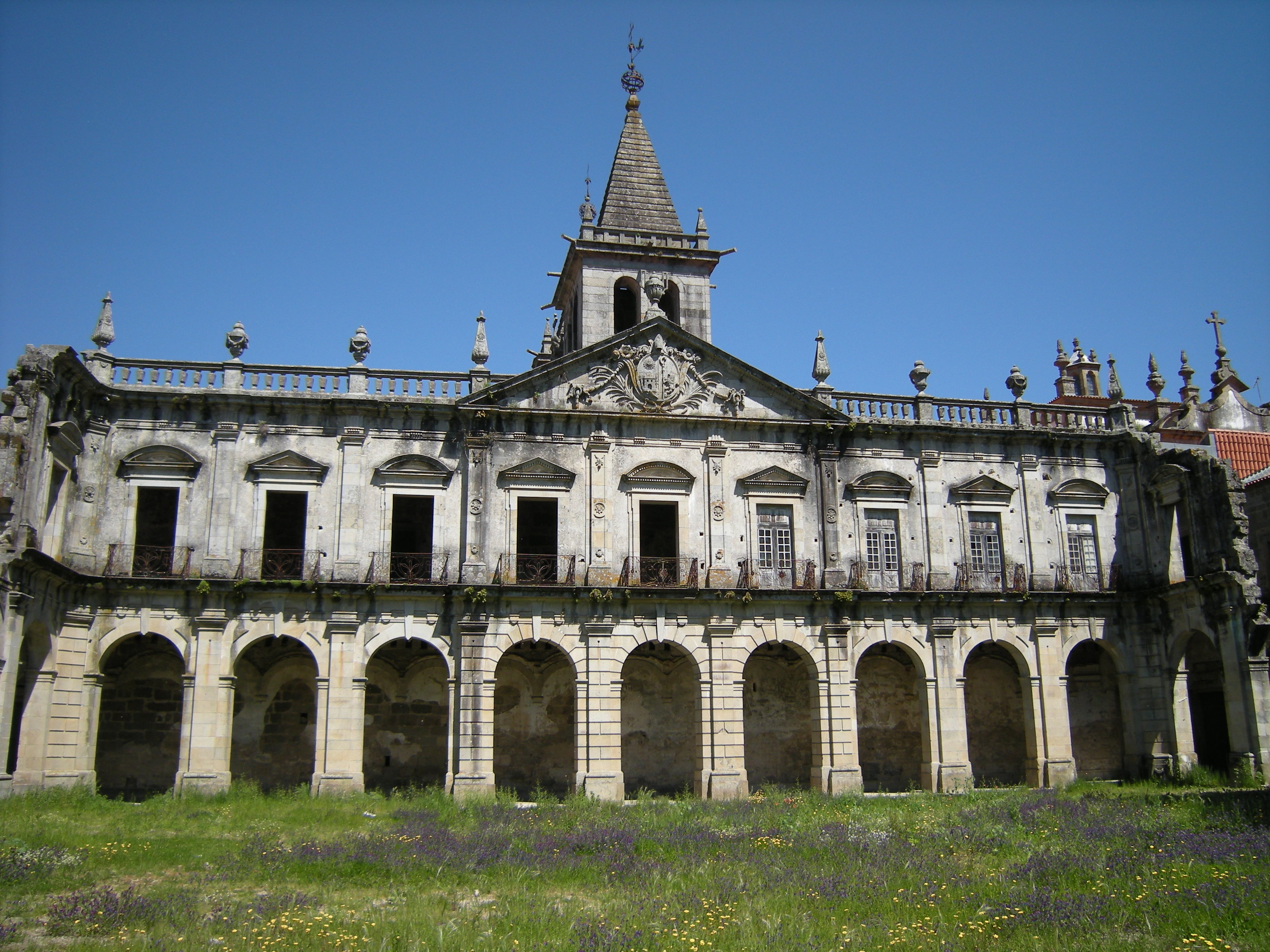
Claustro inacabado